# Piaskowiec trawiasty
Piaskowiec trawiasty (Eremogone saxatilis (L.) Ikonn.) – gatunek roślin należący do rodziny goździkowatych. W Polsce jest rzadki, ujmowany zwykle pod nazwą synonimiczną Arenaria graminifolia.

## Morfologia

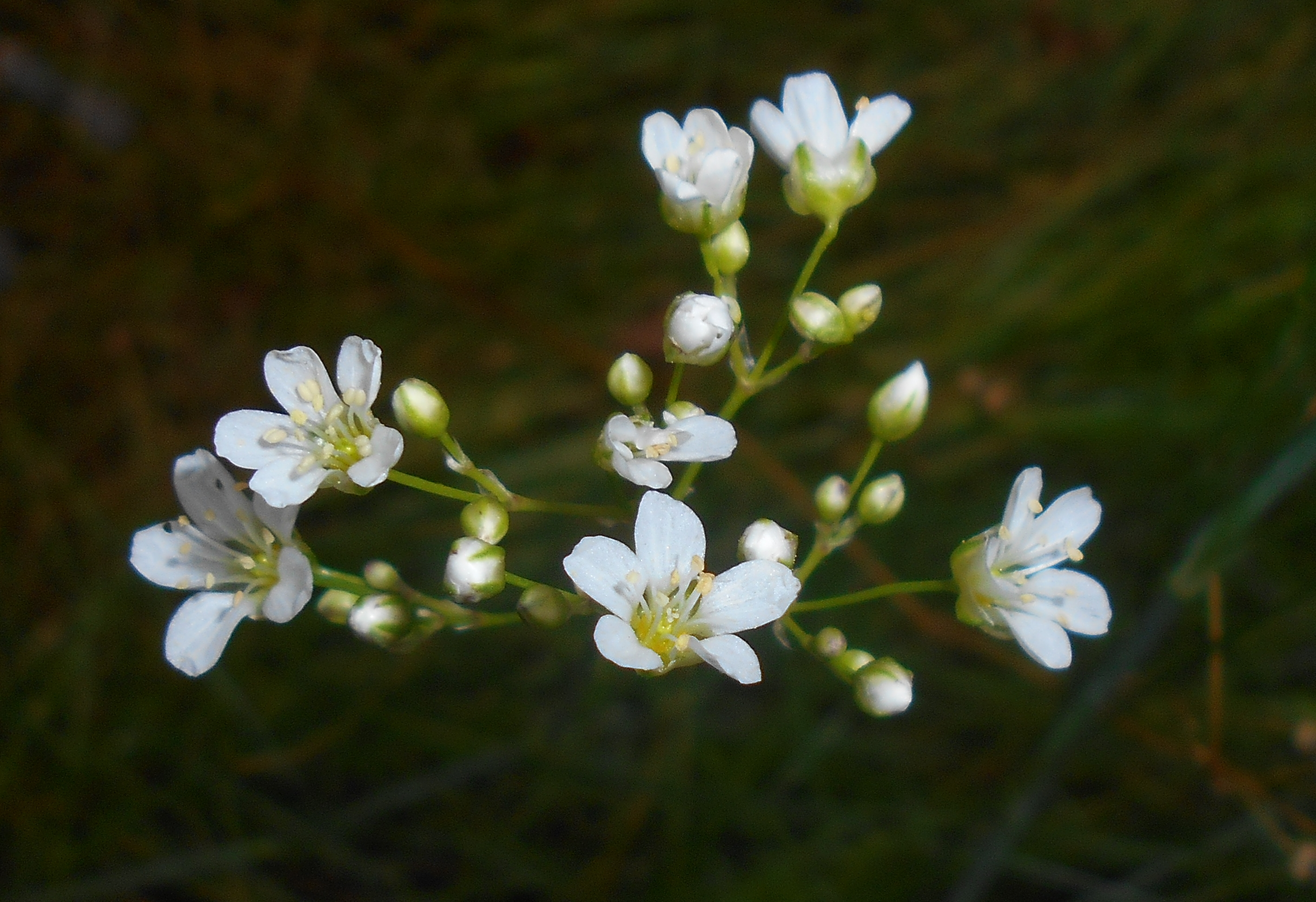
Kwiaty

PokrójRoślina trwała, od 20 do 40 cm wysokości. Łodyga naga.
LiścieRównowąskie, bardzo długie (do 10 cm), brzegiem szorstkie.
KwiatyBiałe, płatki na szczycie wycięte, dłuższe od działek. Działki tępe, obłonione. Kwitnie od lipca do sierpnia.

## Ochrona
Kategorie zagrożenia gatunku:
- Kategoria zagrożenia w Polsce według Czerwonej listy roślin i grzybów Polski (2006)[7]: V (narażony); 2016: CR (krytycznie zagrożony)[8].
- Kategoria zagrożenia w Polsce według Polskiej Czerwonej Księgi Roślin (2001): VU (narażony); 2014: CR (krytycznie zagrożony)[9].